# Hiromi Miyake
Hiromi Miyake (三宅 宏実, Miyake Hiromi), née le 18 novembre 1985 à Niiza (Japon), est une haltérophile japonaise évoluant dans la catégorie féminine des −48 kg. Elle est la fille de Yoshiyuki Miyake et la nièce de Yoshinobu Miyake.

## Palmarès
- Jeux olympiques d'été :
  - Jeux olympiques de 2012 à Londres :
    -  Médaille d'argent en haltérophilie femme -48 kg.

  - Jeux olympiques de 2016 à Rio de Janeiro :
    -  Médaille de bronze en haltérophilie femme -48 kg.

- Championnats du monde :
  - Championnats du monde 2006 à Saint-Domingue :
    -  Médaille de bronze en haltérophilie femme -48 kg.

  - Championnats du monde 2015 à Houston :
    -  Médaille de bronze en haltérophilie femme -48 kg.